# Zosterop capgrís
El zosterop capgrís (Heleia pinaiae) és un ocell de la família dels zosteròpids (Zosteropidae).

## Hàbitat i distribució
Habita boscos del centre de Seram, a les Moluques meridionals.